# Lasowice Małe (gromada)
Lasowice Małe – dawna gromada, czyli najmniejsza jednostka podziału terytorialnego Polskiej Rzeczypospolitej Ludowej w latach 1954–1972.
Gromady, z gromadzkimi radami narodowymi (GRN) jako organami władzy najniższego stopnia na wsi, funkcjonowały od reformy reorganizującej administrację wiejską przeprowadzonej jesienią 1954 do momentu ich zniesienia z dniem 1 stycznia 1973, tym samym wypierając organizację gminną w latach 1954–1972.
Gromadę Lasowice Małe z siedzibą GRN w Lasowicach Małych utworzono – jako jedną z 8759 gromad na obszarze Polski – w powiecie oleskim w woj. opolskim, na mocy uchwały nr VII/27/54 WRN w Opolu z dnia 4 października 1954. W skład jednostki weszły obszary dotychczasowych gromad Lasowice Małe, Gronowice i Jasienie ze zniesionej gminy Lasowice Małe w tymże powiecie. Dla gromady ustalono 23 członków gromadzkiej rady narodowej.
31 grudnia 1961 do gromady Lasowice Małe włączono obszar zniesionej gromady Chocianowice w tymże powiecie oraz kompleks lasów państwowych o powierzchni ok. 680 ha, położony na wschód od drogi Oś-Warzyńcowskie-Bażany, z gromady Borkowice w powiecie kluczborskim w tymże województwie.
Gromada przetrwała do końca 1972 roku, czyli do kolejnej reformy gminnej.